# Écart esthétique
Pour les articles homonymes, voir esthétique (homonymie).
L’écart esthétique est une notion importante de la théorie de la réception développée par le théoricien de la littérature Hans Robert Jauss. Il s'agit de la distanciation qui existe entre l’attente du lecteur vis-à-vis de l’œuvre et l’œuvre elle-même.
Et pour Jauss, c'est cet écart qui donne sa valeur esthétique à l’œuvre.